# Irena Tavčar
za zamejsko zdravnico in športnico glej Irena Tavčar (zdravnica)
Irena Tavčar, slovenska upravna organizatorka in poslanka,  * 30. december 1955, Kranj.
Kot članica Slovenske demokratske stranke je bila poslanka 6. državnega zbora Republike Slovenije.

## Življenjepis
2011– poslanka v Državnem zboru
2004–2011 vodja oddelka za registracijo motornih vozil v podjetju Alpetour in Viator-Vektor
2003 diplomsko delo na Fakulteti za upravo Univerze v Ljubljani
1997 zaključni izpit na centru za dopisno izobraževanje Univerzum v Ljubljani
1974–2004 referentka v računovodstvu v podjetju Transturist in Alpetour

## Članstvo v delovnih telesih
Na državnozborskih volitvah leta 2011 je bila izvoljena Irena Tavčar za mandatno obdobje 2011-2015 in je bila članica naslednjih delovnih teles v Državnem zboru 2011-2015. Na predčasnih državnozborskih volitvah leta 2014 se ni več potegovala za vnovičen mandat, temveč se je upokojila.
- Komisija za narodni skupnosti (članica)
- Komisija za peticije ter za človekove pravice in enake možnosti (podpredsednica)
- Odbor za delo, družino, socialne zadeve in invalide  (članica)